# Zandworm (Duin)

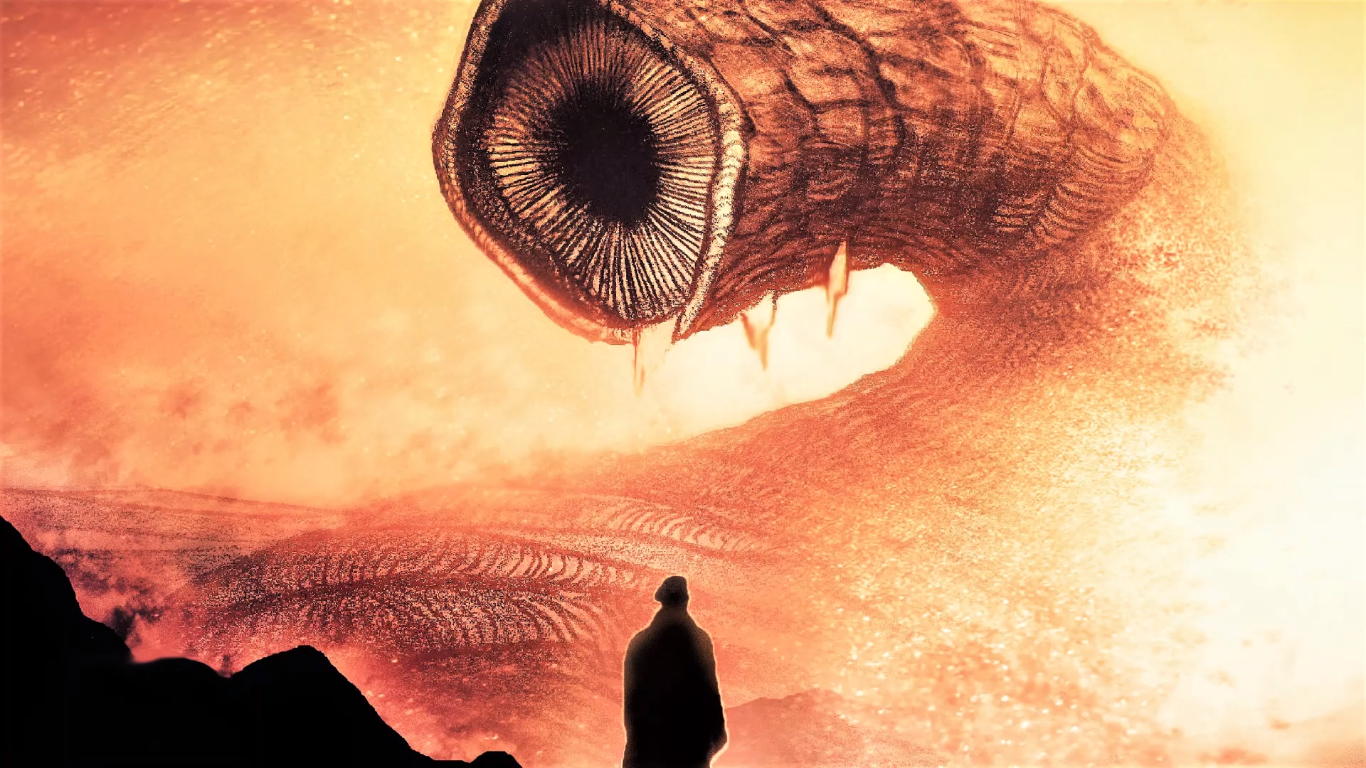
Fanart van een zandworm uit Duin.

De zandworm is een fictief buitenaards wezen dat voorkomt in het Duin-universum van Frank Herbert. Het verscheen voor het eerst in de sciencefictionroman Duin uit 1965.
Zandwormen zijn kolossale, wormachtige wezens die op de woestijnplaneet Arrakis leven. De larven van de zandwormen produceren een medicijn genaamd melange (in de volksmond bekend als "specie"), het meest essentiële en waardevolle goed in het universum omdat het veilige en nauwkeurige interstellaire reizen mogelijk maakt.
Melange-afzettingen worden gevonden in de zandzeeën van Arrakis, waar de zandwormen leven en jagen, en het oogsten van de specerijen uit het zand is een gevaarlijke activiteit omdat zandwormen agressief en territoriaal zijn. Oogstvoertuigen moeten in en uit de zandzee worden gevlogen om aanvallen van zandwormen te ontwijken. De strijd om de productie en het aanbod van melange is een centraal thema in de Duin-serie.
De inheemse bewoners, de Vrijmans (Engels: Fremen) noemen ze Shai-Hulud en beschouwen ze meer dan alleen maar dieren. Dit formidabele wezen is bang voor vocht en heeft scherpe tanden, glanzend met een melkachtige glans, die de Vrijmans gebruiken om Krys, hun favoriete wapen, te maken.